# Daniar Usenov
Daniar Toktogúlovich Usénov (en kirguís: Данияр Токтогулович Үсөнов) es un banquero y político kirguís, que ejerció como el primer ministro de Kirguistán de octubre del 2009 a abril del 2010. Anteriormente ejerció como alcalde de Biskek.

## Escenario
Nacido en Frunze (actual Biskek) en 1960, Usénov se graduó del Instituto Politécnico de Frunze en 1982. Tras dos años de servicio militar, trabajó como ingeniero minero antes de ingresar a la política en 1990.
Su carrera política ha implicado coloca en la administración en la ciudad de Kara-Balta, la administración estatal de Chuy Oblast, y (en 1995-2000) la Asamblea Legislativa Nacional. A inicios de 1999, Usénov declaró estar en contra de las políticas del entonces presidente Askar Akéyev. Su compañía Eridan afrontó numerosas inspecciones de impuestos que le forzó a declararse en bancarrota. Usénov también estuvo inhabilitado para postularse en las elecciones parlamentarias del 2000. El 10 de mayo de 2006, durante el gobierno del presidente Kurmanbek Bakíev, comenzó a ejercer como vice primer ministro de Asuntos Económicos. A principios de 2007, Usénov fue nombrado presidente del banco Ineximbank, el cual estuvo involucrado en construir una fábrica de cemento y numerosos proyectos de inmobiliaria en desarrollo en Kirguistán y Kazajistán. El 10 de octubre de 2007, fue nombrado por Bakíev para suceder a Arstanbek Nogóev como alcalde de Biskek.

## Disturbios del 2010
Durante la revolución kirguisa, la oposición política liderada por el Partido Socialdemócrata tomó el control de Biskek, capital del país. Después de que Bakíyev según se dice huyó de la capital en un avión privado, el líder de la oposición Temir Saríyev anunció en la radio que el primer ministro Usénov había dimitido después de negociaciones con los dirigentes del Partido Socialdemócrata.